# Джаналиев, Кадыралы
Кадыралы Джаналиев (кирг. Кадыралы Жаналиев; 1909, а. № 1 (Караджол), Джаилевская волость, Аулиеатинский уезд, Сырдарьинская область, Российская империя — после 1991, Бишкек, Кыргызстан) — советский киргизский государственный и партийный деятель. Первый секретарь Джалал-Абадского обкома КП(б) Киргизии (1949—1951).

## Биография
Родился в 1909 году в семье крестьянина-бедняка. С октября 1921 по май 1922 года — батрак у зажиточного крестьянина Ивкина в селе Старо-Николаевка Аулие-Атинского уезда. В мае 1922 — сентябре 1927 года — крестьянин в хозяйстве отца в селе Талкан Кара-Балтинской волости. В 1925 году окончил один класс сельской школы в деревне Талкан Кара-Балтинской волости Киргизской автономной области. В 1927 году вступил в комсомол.
С сентября 1927 по декабрь 1929 года — красноармеец Киргизского кавалерийского дивизиона в городе Фрунзе.
В декабре 1929 — октябре 1930 года — председатель сельскохозяйственной артели имени XV партсъезда в селе Талкан Киргизской АССР.
Член ВКП(б) с июня 1930 года.
С октября 1930 по июль 1931 — инструктор Калининского районного исполнительного комитета в селе Кара-Балта Киргизской АССР. В июле 1931 — марте 1932 года — заведующий районным отделом образования в селе Ат-Баши Киргизской АССР. С марта 1932 по ноябрь 1933 — председатель сельского потребительского общества в селе Каинды Калининского района Киргизской АССР.
В ноябре 1933 — январе 1935 года — заместитель председателя исполнительного комитета Калининского районного совета в селе Кара-Балта Киргизской АССР. С января 1935 по январь 1936 года — заведующий заготовительным пунктом главного управления «Главмясо» Народного комиссариата пищевой промышленности СССР в селе Кара-Балта.
В январе — апреле 1936 года — уполномоченный Киргизского совета профсоюзов.
С апреля 1936 по апрель 1937 года — слушатель однолетних курсов марксизма-ленинизма в городе Фрунзе.
В апреле — июне 1937 года — инструктор Сталинского районного комитета КП(б) Киргизии. С июня 1937 по март 1938 — заместитель директора по политической части машинно-тракторной станции (МТС) в селе Петровка Сталинского района Киргизской ССР. В марте — июле 1938 года — 2-й секретарь Сталинского районного комитета КП(б) Киргизии.
16 июля 1938 — 10 февраля 1949 года — 2-й секретарь ЦК КП(б) Киргизии. Одновременно в период с 10 мая 1940 по 15 марта 1947 — председатель Верховного Совета Киргизской ССР. В 1947 году окончил курсы руководящих партийных работников при ЦК ВКП(б) в Москве.
В январе 1949 — феврале 1951 года — 1-й секретарь Джалал-Абадского областного комитета КП(б) Киргизии.
С февраля 1951 по сентябрь 1953 года — уполномоченный Министерства заготовок СССР по Киргизской ССР.
С сентября 1953 года — слушатель республиканской партийной школы при ЦК КП Киргизской ССР в городе Фрунзе.
В 1957 году — заместитель министра совхозов Киргизской ССР.
С октября 1969 года — персональный пенсионер союзного значения в городе Фрунзе Киргизской ССР.
Избирался депутатом Верховного Совета СССР 1-го, 2-го, 3-го созывов.